# The Ivory Tower
The Ivory Tower (em português, A torre de marfim) é um romance de Henry James, publicado postumamente em 1917. Esta é uma história incômoda na era de ouro dos Estados Unidos. Foca-se nas riquezas ganhas por uma dupla de milionários e ex-sócios moribundos, Abel Gaw e Frank Betterman, e seu possível efeito corruptor nas pessoas que os circulam.

## Enredo
Graham ("Gray") Fielder volta da Europa para o clube dos ricos de Newport, Rhode Island, para ver seu tio moribundo, Frank Betterman. Rosanna Gaw, a filha do amargurado ex-sócio de Betterman, Abel Gaw, também se encontra lá. Ela obtem sucesso em uma reconciliação parcial entre os dois velhos.
Gaw e Betterman morrem ambos, e Fielder recebe uma grande herança de seu tio. Gray não tem experiência nos negócios, e confia a administração da fortuna ao inescrupuloso Horton Vint. Neste ponto o romance para, não terminado. Pelas extensas notas, parece que James faria Vint trair Fielder, como Kate Croy faz com Milly Theale em The Wings of the Dove. Fielder perdoria então Vint, mas não se sabe se ele se casaria com Rosanna, que está apaixonada por ele.